# Zhao Chengliang
Zhao Chengliang (chinesisch 赵成良, Pinyin Zhào Chéngliáng; * 1. Juni 1984 in Qujing) ist ein chinesischer Geher, der sich auf die 50-km-Strecke spezialisiert hat.
Bei den Weltmeisterschaften 2005 in Helsinki wurde er Fünfter.
2008 kam er bei den Olympischen Spielen in Peking auf Rang 21, und bei den Weltmeisterschaften 2009 in Berlin belegte er den 15. Platz.

## Persönliche Bestzeiten
- 20 km: 1:20:20 h, 19. Oktober 2005, Nanjing
- 50 km: 3:36:13 h, 22. Oktober 2005, Nanjing